# بلدية إيتوبيرانجا
بلدية إيتوبيرانجا هي بلدية في البرازيل، ومستوطنة، تتبع بارا، بلغ عدد سكانها 51٫806  نسمة، في 2016، تبلغ مساحتها 7٬879٫995 كيلومتر مربع.